# KVV Windeke
KVV Windeke is een Belgische voetbalclub uit Scheldewindeke bij Oosterzele. De club is bij de KBVB aangesloten met stamnummer 3118 en heeft zwart en wit als kleuren. 

## Geschiedenis
Eind jaren twintig was FC Windeke Sport kortstondig bij de KBVB aangesloten met stamnummer 1180. Daarna werd in Windeke in het Katholiek Sportverbond gespeeld.
De huidige club sloot in 1941 aan bij de KBVB en kreeg stamnummer 3118. Tussen 1947 en 1955 werden de clubkleuren tijdelijk blauw en wit, waarna men terugkeerde naar het huidige zwart en wit.
Midden jaren zestig beleefde de club zijn hoogtepunt, men werd kampioen in Tweede Provinciale en trad in het seizoen 1966-1967 eenmalig in de hoogste provinciale reeks aan.
Dat niveau bleek te hoog gegrepen en de club verzeilde jarenlang in Derde Provinciale. In 1994-1995 moest zelfs één seizoen in Vierde Provinciale worden gespeeld. 
De club herstelde zich en in 1996 keerde men voor het eerst in decennia terug naar Tweede Provinciale. Daar speelde men tot 2003, toen degradeerde Windeke opnieuw naar Derde Provinciale.
In 2012 werd de club kampioen van zijn reeks en promoveerde naar Tweede Provinciale. In 2020 eindigde men op een degradatieplaats in deze reeks.
KVV Windeke beschikt sinds 2019 ook over een B-elftal dat in Vierde Provinciale speelt, in het debuutseizoen eindigde deze ploeg op de voorlaatste plaats in zijn reeks.